# Einfarben-Thun
Der Einfarben-Thun (Gymnosarda unicolor) oder Hundszahn-Thun ist ein bis 1,5 Meter langer und 80 Kilogramm schwerer Raubfisch, der in kleinen Schwärmen oder einzeln über steilen Außenriffen, in Riffkanälen und tiefen Lagunen nach Schwarmfischen wie Füsilieren oder Stachelmakrelen und Kopffüßern jagt. Er ist die einzige Art der Gattung Gymnosarda.

## Merkmale
Der Einfarben-Thun hat eine schlanke, torpedoförmige Gestalt, die seitlich leicht abgeflacht ist. Die durchschnittliche Körperlänge der ausgewachsenen Tiere liegt bei etwa 1,50 Meter bei einem Körpergewicht von etwa 80 Kilogramm. Das bislang größte Individuum hatte eine Körperlänge von 2,04 Meter bei 131 Kilogramm Körpergewicht und wurde 1982 vor der Küste Koreas gefangen, für ein weiteres Tier ist eine Maximallänge von 2,48 Meter dokumentiert. Populationen mit deutlich schlankeren Exemplaren kommen bei den Ogasawara-Inseln (Japan) mit durchschnittlich 1,0 bis 1,5 Metern Körperlänge und einem Gewicht zwischen 20 und 30 Kilogramm vor. Im Bereich der Fidschi-Inseln erreichen die Tiere nur etwa  0,65 bis 1,0 Meter Körperlänge bei einem Gewicht von 5 bis 15 Kilogramm.
Die Körperfärbung des Rückens und des oberen Flankenbereichs ist glänzend blauschwarz, der untere Flankenteil und der Bauch sind silbrig. Der Körper besitzt keine Zeichnung oder Fleckung. Er ist nach dem Brustbereich bis auf den Bereich der Seitenlinie, der Rückenflossenbasis und dem Schwanzstiel unbeschuppt. Das Seitenlinienorgan ist stark wellig ausgebildet. Der Schwanzstiel ist lang und schmal ausgebildet und besitzt einen deutlichen Seitenkiel sowie zwei paar kleinere Kiele beiderseits der Schwanzwurzel. 
Das Maul ist relativ groß ausgebildet und reicht bis etwa zur Hälfte der Augen. Im Oberkiefer besitzt der Fisch 14 bis 31 und im Unterkiefer 10 bis 24 große, konisch geformte Zähne. Auf der Oberseite der Zunge befinden sich zudem zwei Zahnfelder. Die Kopfbreite (Interorbitalabstand) beträgt etwa 40 % der Kopflänge.
Die beiden Rückenflosse liegen nah hintereinander. Die erste Rückenflosse ist dunkel und besteht aus 13 bis 15 Flossenstrahlen. Die äußeren Spitzen der zweiten Rückenflosse und der Afterflosse sind grauweiß, ihnen folgen jeweils 6 bis 7 flossenähnliche Strukturen (Finlets) entlang des Schwanzstiels. Die paarigen Brustflossen bestehen aus 25 bis 28 Strahlen. Der Beckenfortsatz (Interpelvic process) ist unpaar und lang ausgebildet. Der Schwanz ist sichelförmig und entspricht dem anderer Thunfischverwandter.
Die Schwimmblase dieser Tiere ist verhältnismäßig groß. Die große Milz liegt rechtsseitig im vorderen Bereich der Leibeshöhle. Die Leber besitzt verlängerte rechte und linke Leberlappen während der mittlere Lappen nur kurz ausgebildet ist. Die Wirbelsäule besteht aus 19 Rücken- und ebenfalls 19 Schwanzwirbeln.

## Verbreitung und Lebensraum
Der Einfarben-Thun lebt in den tropischen Bereichen des Indopazifik vom Roten Meer und der ostafrikanischen Küste und Madagaskar bis nach Japan, den Philippinen, Neuguinea, Australien und Samoa.
Es handelt sich um einen Oberflächenfisch, der vor allem im Bereich von Korallenriffen anzutreffen ist. Die bevorzugte Wassertemperatur liegt bei 20 bis 28 °C.

## Lebensweise
Einfarben-Thunfische leben meistens einzeln oder in kleinen Gruppen (Schulen). Sie jagen nach kleineren Schwarmfischen und Tintenfischen. Dabei besteht seine Beute vor allem aus Arten der Gattungen Decapterus, Caesio, Naso, Cirrhilabrus und Pterocaesio. Über ihre Fortpflanzungsbiologie ist nur sehr wenig bekannt, geschlechtsreif werden sie ab einer Körperlänge von etwa 65 Zentimetern. Im Bereich um Fidschi liegt die Laichzeit in den Sommermonaten.

## Bedrohung und Schutz
Der Einfarben-Thun wird nicht gezielt befischt und spielt entsprechend als Speisefisch keine zentrale Rolle. Der Fang erfolgt im Regelfall unspezifisch mit Fangleinen oder Netzen, vor allem im Bereich der Philippinen, bei Port Blair, den Andamanen, Japan, den Fidschi-Inseln sowie den Riffen vor der australischen Küste. In der Roten Liste gefährdeter Arten der IUCN ist er nicht gelistet.

## Belege

### Zitierte Belege
1. ↑  nach ITIS und Collette, Nauen: Scombrids of the world. 1983, S. 40–42.
2. 1 2 3 4  nach Collette, Nauen: Scombrids of the world. 1983, S. 40–42.
3. 1 2  nach fishbase